# Maison natale de Vojislav Ilić Mlađi à Oreovica
La maison natale de Vojislav Ilić Mlađi à Oreovica (en serbe cyrillique : Родна кућа Војислава Илића Млађег у Ореовици ; en serbe latin : Rodna kuća Vojislava Ilića Mlađeg u Oreovici) se trouve à Oreovica, dans la municipalité de Žabari et dans le district de Braničevo, en Serbie. Elle est inscrite sur la liste des monuments culturels protégés de la République de Serbie (identifiant no SK 562).

## Présentation
Vojislav Ilić Mlađi (1877-1944) était l'un des poètes les plus célèbres l'entre-deux-guerres. Il a écrit des poèmes patriotiques, religieux et amoureux et certains de ses vers ont été gravés sur une chapelle du cimetière militaire serbe de Zejtinlik à Salonique ou encore sur une plaque à l'entrée de l'ossuaire-mémorial de Mačkov kamen. Il était le fils de l'archiprêtre d'Oreovica qui, plus tard, est devenu prêtre à l'église Saint-Marc de Belgrade et prêtre de cour sous les dynasties des Obrenović et des Karađorđević. Vojislav Ilić Mlađi est parfois confondu avec un autre poète portant le nom de Vojislav Ilić avec lequel il n'entretient aucun lien de parenté, d'où son surnom de « Mlađi », « le Jeune ».
La maison natale du poète était située dans la rue principale du village. Elle était caractéristique de la transition entre les constructions traditionnelles et les maisons urbaines.
Construite sur un terrain légèrement en pente, elle mesurait 11 m sur 8. Elle était constituée d'un haut rez-de-chaussée donnant sur la cour et auquel on accédait par un escalier et d'une cave qui s'étendait sous une partie du bâtiment ; les murs étaient construits selon la technique des colombages et le toit à quatre pans était recouvert de tuiles. L'intérieur était conçu pour répondre aux besoins d'une grande famille aisée ; le couloir d'entrée conduisait à une cuisine-salle à manger séparée et à trois pièces reliées entre elles.
En 1981, le propriétaire d'alors a approuvé la transformation de la maison natale de Vojislav Ilić Mlađi en monument culturel mais à condition qu'elle soit rachetée et transférée en dehors de la cour ; vu l'inaction des autorités, il a détruit la maison dans les années 1990.